# 成都交响乐团
成都交响乐团（英語：Chengdu Symphony Orchestra，缩写：CSO）是中国四川省成都市的一支交响乐团，隶属于成都市文化广电旅游局。现任团长肖鹰，艺术指导俞峰，常任指挥林木森。成都交响乐团的前身是成都乐团，成立于1969年。2021年，组建为拥有独立建制的职业乐团成都交响乐团，并于同年底在成都城市音乐厅举办了3场音乐会。
该乐团的驻地为成都交响乐团音乐厅，位于成都露天音乐公园内，建筑面积9,011.38平方米，于2023年12月31日启用。

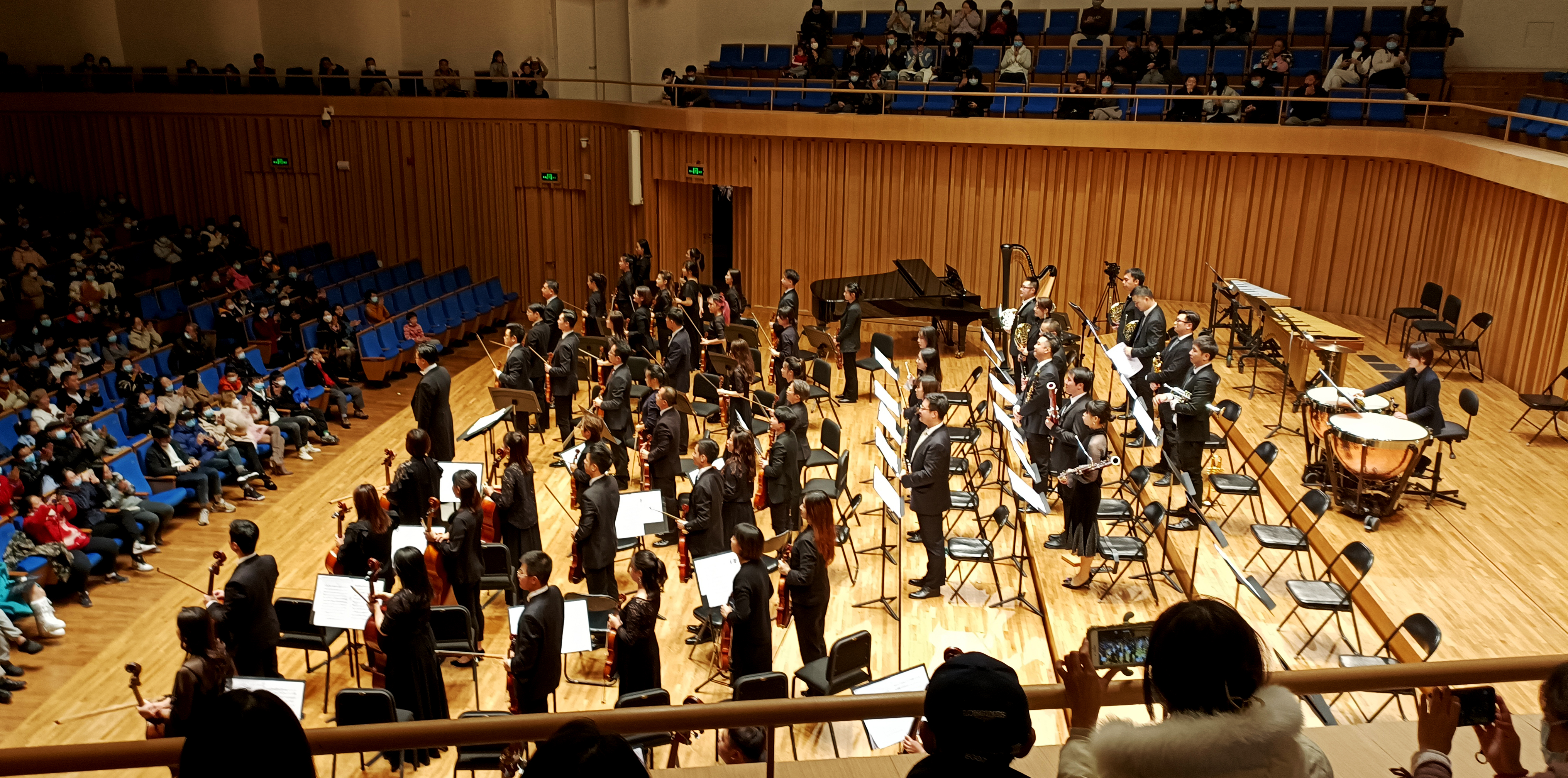
成都交响乐团组建后的首场音乐会，2021年12月9日在成都城市音乐厅举行
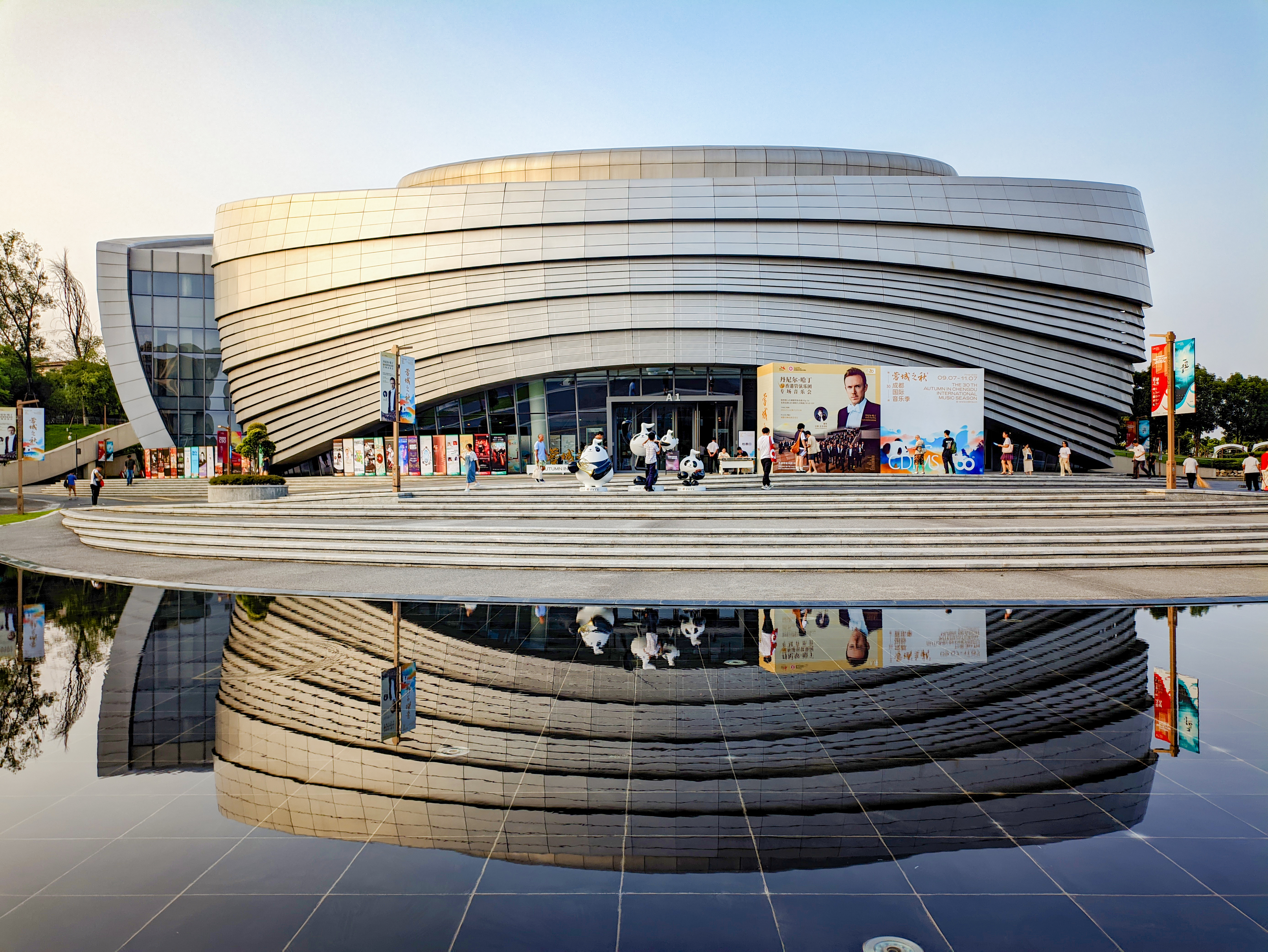
成都交响乐团音乐厅
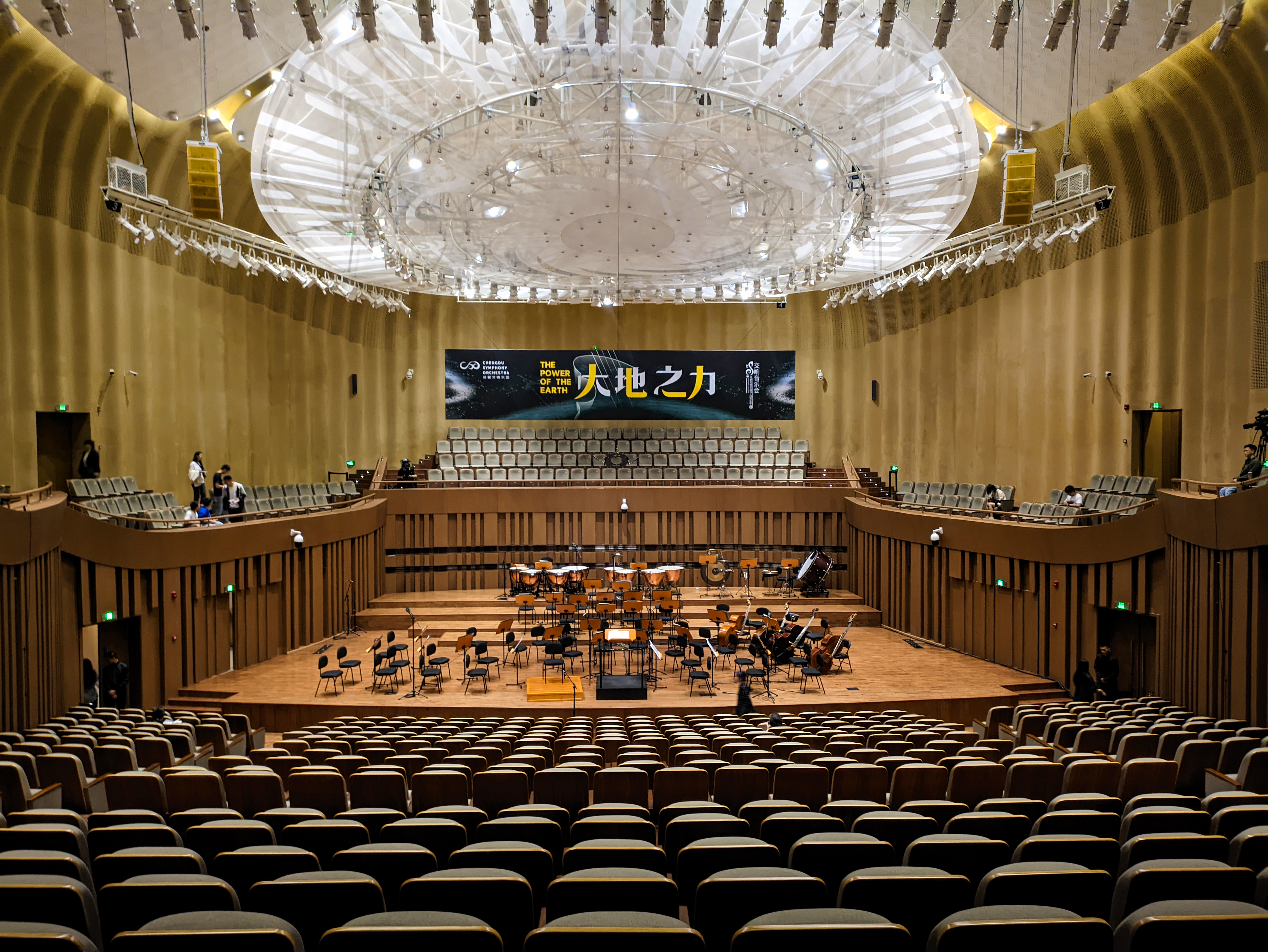
成都交响乐团音乐厅内部